# Wereldbeker schaatsen 1988/1989
De wereldbeker schaatsen 1988/1989 was een internationale schaatscompetitie verspreid over het schaatsseizoen 1988–1989. Het was de derde editie van de World Cup die bestaat uit een aantal schaatswedstrijden op verschillende afstanden die gedurende de winterperiode worden gehouden op verschillende schaatsbanen. Per worldcupwedstrijd kan een schaatser punten verdienen en aan het eind van de cyclus is de winnaar die schaatser die in het eindklassement bovenaan staat.

## Kalender
| Plaats                     | Datum                 | 500m     | 1000m | 1500m | 3km/5km  | 5km/10km |
| -------------------------- | --------------------- | -------- | ----- | ----- | -------- | -------- |
| Berlijn (Hohenschönhausen) | 26–27 november 1988*  | 1x       | 1x    | 1x    | 1x       |          |
| Berlijn (Horst-Dohm)       | 26–27 november 1988** | 2x       | 1x    | 1x    | 1x       |          |
| Groningen                  | 3–4 december 1988*    | 1x       | 1x    | 1x    | 1x       |          |
| Eskilstuna                 | 3 december 1988**     | 1x       | 1x    |       | 1x       |          |
| Oslo                       | 4 december 1988**     | 1x       |       | 1x    | 1x (3km) |          |
| Davos                      | 14–15 januari 1989**  | 2x       | 1x    | 1x    | 1x (3km) |          |
| Baselga di Pinè            | 28–29 januari 1989**  | 2x       | 2x    |       |          |          |
| Butte                      | 8–9 februari 1989*    | 2x       | 1x    | 1x    |          |          |
| Calgary                    | 11–12 februari 1989*  | 1x       | 1x    | 1x    | 1x       |          |
| Innsbruck                  | 18–19 februari 1989** | 2x       | 1x    | 1x    | 1x       |          |
| Inzell                     | 10–12 maart 1989      | 1x* 2x** | 1x    | 1x    | 1x       |          |
| Heerenveen                 | 18–19 maart 1989      | 1x* 2x** | 1x    | 1x    | 1x       | 1x       |

* Alleen voor vrouwen
** Alleen voor mannen

## Eindklassementen mannen

### 500 meter
Eindstand na veertien wedstrijden.
| Positie | Schaatser        | Punten |
| ------- | ---------------- | ------ |
| Goud    | Uwe-Jens Mey     | 242    |
| Zilver  | Dan Jansen       | 223    |
| Brons   | Bae Ki-tae       | 204    |
| 4       | Nick Thometz     | 179    |
| 5       | André Sobeck     | 154    |
| 6       | Dave Cruikshank  | 141    |
| 7       | Pat Seltsam      | 123    |
| 8       | Frode Rønning    | 119    |
| 9       | Eric Flaim       | 116    |
| 10      | Andrej Bachvalov | 114    |

### 1000 meter
Eindstand na acht wedstrijden.
| Positie | Schaatser        | Punten |
| ------- | ---------------- | ------ |
| Goud    | Uwe-Jens Mey     | 130    |
| Zilver  | Dan Jansen       | 126    |
| Brons   | Bae Ki-tae       | 117    |
| 4       | Nick Thometz     | 112    |
| 5       | Eric Flaim       | 106    |
| 6       | André Hoffmann   | 101    |
| 7       | Dave Cruikshank  | 85     |
| 8       | Björn Forslund   | 75     |
| 9       | André Sobeck     | 71     |
| 10      | Igor Zjelezovski | 67     |

### 1500 meter
Eindstand na zes wedstrijden.
| Positie | Schaatser          | Punten |
| ------- | ------------------ | ------ |
| Goud    | Michael Hadschieff | 102    |
| Goud    | Eric Flaim         | 102    |
| Brons   | Peter Adeberg      | 101    |
| 4       | Michael Spielmann  | 90     |
| 5       | André Hoffmann     | 71     |
| 6       | Roberto Sighel     | 67     |
| 7       | Christian Eminger  | 65     |
| 7       | Georg Herda        | 65     |
| 7       | Johann Olav Koss   | 65     |
| 10      | Gerard Kemkers     | 61     |

### (3000 &) 5000 & 10.000 meter
Twee keer werd de 5000 meter ingekort tot een 3000 meter.
Eindstand na acht wedstrijden (twee keer 3km, vijf keer 5km en één keer 10km).
| Positie | Schaatser         | Punten |
| ------- | ----------------- | ------ |
| Goud    | Gerard Kemkers    | 152    |
| Zilver  | Geir Karlstad     | 126    |
| Brons   | Tomas Gustafson   | 114    |
| 4       | Michael Spielmann | 113    |
| 5       | Bart Veldkamp     | 112    |
| 6       | Christian Eminger | 110    |
| 7       | Roberto Sighel    | 101    |
| 8       | Johann Olav Koss  | 90     |
| 9       | Eric Flaim        | 73     |
| 10      | Per Bengtsson     | 68     |

## Eindklassementen vrouwen

### 500 meter
Eindstand na zeven wedstrijden
| Positie | Schaatsster                 | Punten |
| ------- | --------------------------- | ------ |
| Goud    | Christa Luding-Rothenburger | 122    |
| Zilver  | Angela Hauck-Stahnke        | 113    |
| Brons   | Bonnie Blair                | 109    |
| 4       | Herma Meijer                | 82     |
| 5       | Edel Therese Høiseth        | 80     |
| 6       | Marieke Stam                | 70     |
| 7       | Shelley Rhead-Skarvan       | 69     |
| 8       | Ingrid Haringa              | 64     |
| 9       | Zofia Tokarczyk             | 60     |
| 10      | Constanze Moser-Scandolo    | 59     |

### 1000 meter
Eindstand na zes wedstrijden.
| Positie | Schaatsster                 | Punten |
| ------- | --------------------------- | ------ |
| Goud    | Angela Hauck-Stahnke        | 119    |
| Zilver  | Christa Luding-Rothenburger | 117    |
| Brons   | Constanze Moser-Scandolo    | 98     |
| 4       | Bonnie Blair                | 76     |
| 5       | Marieke Stam                | 75     |
| 6       | Ingrid Haringa              | 58     |
| 7       | Zofia Tokarczyk             | 56     |
| 8       | Emese Hunyady               | 55     |
| 9       | Christine Aaftink           | 54     |
| 10      | Gunda Kleemann              | 53     |
| 10      | Herma Meijer                | 53     |

### 1500 meter
Eindstand na zes wedstrijden.
| Positie | Schaatsster              | Punten |
| ------- | ------------------------ | ------ |
| Goud    | Constanze Moser-Scandolo | 118    |
| Zilver  | Marieke Stam             | 92     |
| Brons   | Gunda Kleemann           | 90     |
| 4       | Bonnie Blair             | 72     |
| 5       | Yvonne van Gennip        | 69     |
| 6       | Heike Warnicke-Schalling | 66     |
| 6       | Herma Meijer             | 66     |
| 8       | Emese Hunyady            | 57     |
| 9       | Petra Moolhuizen         | 56     |
| 9       | Erwina Ryś-Ferens        | 56     |

### 3000 & 5000 meter
Eindstand na zes wedstrijden (vijf keer 3km en één keer 5km).
| Positie | Schaatsster              | Punten |
| ------- | ------------------------ | ------ |
| Goud    | Heike Schalling          | 119    |
| Zilver  | Gunda Kleemann           | 114    |
| Brons   | Constanze Moser-Scandolo | 102    |
| 4       | Marieke Stam             | 87     |
| 5       | Petra Moolhuizen         | 72     |
| 6       | Ingrid Paul              | 71     |
| 7       | Petra Becker             | 68     |
| 8       | Emese Hunyady            | 59     |
| 9       | Erwina Ryś-Ferens        | 45     |
| 10      | Anja Bollaart            | 39     |

1985/1986 · 
1986/1987 · 
1987/1988 · 
1988/1989 · 
1989/1990 · 
1990/1991 · 
1991/1992 · 
1992/1993 · 
1993/1994 · 
1994/1995 · 
1995/1996 · 
1996/1997 · 
1997/1998 · 
1998/1999 · 
1999/2000 · 
2000/2001 · 
2001/2002 · 
2002/2003 · 
2003/2004 · 
2004/2005 · 
2005/2006 · 
2006/2007 · 
2007/2008 · 
2008/2009 · 
2009/2010 · 
2010/2011 · 
2011/2012 · 
2012/2013 · 
2013/2014 · 
2014/2015 ·
2015/2016 ·
2016/2017 ·
2017/2018 ·
2018/2019 ·
2019/2020 ·
2020/2021 ·
2021/2022 ·
2022/2023 ·
2023/2024 ·
2024/2025